# Oprtalj
Oprtalj (italienska: Portole) är en kommun och ort i Istrien i Kroatien. Kommunen ligger i Istriens län och har 862 invånare (2011). Sett till invånarantalet är Livade med 182 invånare kommunens största samhälle emedan orten Oprtalj har 82 invånare.
I kommunen ligger spainrättningen Istarske Toplice och under inspelningarna av det svenska TV-programmet Mästarnas mästare 2014 hade deltagarna sin bas i Oprtalj.

## Orter i kommunen
Till kommunen hör följande 16 samhällen. Siffrorna på antalet invånare är från folkräkningen 2011: Inom parentes följer de officiella italienska namnen för samhällena. 
| Samhälle                            | Antal invånare |
| ----------------------------------- | -------------- |
| Bencani (Benzani)                   | 7              |
| Čepić (Ceppich)                     | 59             |
| Golubići (Golobici)                 | 31             |
| Gradinje (Gradigne)                 | 116            |
| Ipši (Ipsi)                         | 17             |
| Krajići (Craici)                    | 12             |
| Livade (Levade)                     | 189            |
| Oprtalj (Portole)                   | 82             |
| Pirelići (Perelici)                 | 49             |
| Sveta Lucija (Santa Lucia)          | 44             |
| Sveti Ivan (San Giovanni)           | 41             |
| Šorgi (Sorghi)                      | 48             |
| Vižintini (Visintini)               | 22             |
| Vižintini Vrhi (Monti di Visintini) | 23             |
| Zrenj (Stridone/Sdregna)            | 76             |
| Žnjidarići (Znidarici)              | 46             |

### Fotnoter
1. ↑  Oprtalj.hr Arkiverad 16 mars 2014 hämtat från the Wayback Machine. - Kommunen Oprtaljs officiella webbplats (kroatiska)
2. 1 2 3  ”Census of Population, Households and Dwellings 2011, First Results by Settlements” (på engelska och kroatiska) ( PDF). Kroatiska statistiska centralbyrån. Arkiverad från originalet den 19 augusti 2014. https://web.archive.org/web/20140819030849/http://www.dzs.hr/Hrv_Eng/publication/2011/SI-1441.pdf. Läst 16 mars 2014.
3. ↑  Ivarsson, Måns (9 mars 2014). ”Här bor deltagarna i "Mästarnas mästare"”. Expressen. http://www.expressen.se/allt-om-resor/har-bor-deltagarna-i-mastarnas-mastare. Läst 16 mars 2014.